# Ябълков оцет
Ябълковият оцет е кисела на вкус течност, получена чрез окисляване на етанола при сладка ферментация на плодовете.

## Ферментация на ябълковия оцет
Ферментацията на ябълковия оцет преминава през две фази
- През първата фаза захарта в ябълките подхранва дрождите Saccharomyces cerevisiae, които в процеса на хранене и размножаване я преобразуват в алкохол.
- След като премине първата фаза на ферментация (сладката) получения плодов алкохол се оставя на топло и в него се заражда култура на още една бактерия – Acetobacter. Тя преобразува алкохола в оцетна киселина.

Оцетната киселина убива културата на Saccharomyces cerevisiae и крайният продукт няма вредни микроорганизми, захар, мая или дрожди.

## Ябълковия оцет в историята на човечеството
- Ползите от натуралния ябълков оцет са известни още от древни времена. Оцетната киселина убива вредните микроорганизми и се използва от векове за лечението на гъбички и чревни инфекции.
- През 1864 година Луи Пастьор доказва, че бактериите Acetobacter преобразуват етанола в оцетна киселина.